# Gustaf Adam von Nolcken
Gustaf Adam von Nolcken (ur. 18 września 1733 w Stralsundzie, zm. 16 września 1812) – szwedzki dyplomata. 

## Życiorys

### Pochodzenie
Jego ojcem był baron Erik Mathias von Nolcken (1694–1755), dyplomata szwedzki i m.in. ambasador Szwecji w Paryżu.
Nolckenowie – ród niemieckiego pochodzenia – przenieśli się z Rzeszy do państwa krzyżackiego (tj. Estonia) około XIV wieku, w XVI przeszli na luteranizm. Jednemu z nich szwedzka królowa, Krystyna Waza (1632–1654), nadała tytuł barona. Główne majątki rodzinne znajdowały się na wyspie Ozylia, ale von Nolckenowie posiadali też włości na Łotwie, w Estonii, Szwecji, Finlandii i Kurlandii. Linię szwedzką zapoczątkował właśnie ojciec Gustafa Adama baron Erik Matthias. Jego młodszym bratem był Johan Fredrik von Nolcken (1737–1809), także szwedzki dyplomata.

### 1764–1793ambasadorwLondynie
Gustaf Adam von Nolcken był wieloletnim (1764–1793) ambasadorem szwedzkim w Londynie.
W roku 1788 starał się przyczynić do zlikwidowania izolacji politycznej Szwecji w Europie negocjując sojusz z Brytyjczykami. William Pitt Młodszy i Francis Osborne, lord Camarthen obawiali się jednak, że przez sojuszu ze Szwedami popchnąłby Francję prosto w ramiona Rosji. Von Nolckenowi pomagał brytyjski dyplomata Hugh Elliot, zwolennik sojuszu W. Brytanii, Prus, Holandii, Danii i Szwecji przeciw Rosji. O fiasku rozmów z Pittem, Nolcken poinformował władcę Szwecji, lecz Gustaw III zachował te informacje dla siebie, mając ciągle pewne nadzieje na sojusz.
18 lipca 1791 roku Gustaw III polecił mu listownie postarać się o angielskie subsydia dla Landgrafostwa Hesja-Kassel, ponieważ oprócz 16.000 żołnierzy szwedzkich i 8.000 rosyjskich w ataku na rewolucyjną Francję miała uczestniczyć armia najemna Hesji-Kassel w sile 12.000 żołnierzy. Agent szwedzki James Quentin Craufurd miał pomóc Nolckenowi w ewentualnym namówieniu Brytyjczyków do udziału w antyrewolucyjnej krucjacie. Podobnie miał działać w Berlinie poseł Christian Eherenfried von Carisien.
30 stycznia 1792 roku Gustaw III nakazał Nolckenowi bacznie śledzić kroki, jaki przedsięweźmie poseł rewolucyjnej Francji w Londynie Charles-Maurice de Talleyrand-Périgord.